# Arsenogoldfieldita
L'arsenogoldfieldita és un mineral de la classe dels sulfurs que pertany al grup de la goldfieldita.

## Característiques
L'arsenogoldfieldita és un sulfarsenit de fórmula química (Cu₄Cu₂)(Cu₄Cu+₂)(As₂Te₂)S12S. Va ser aprovada com a espècie vàlida per l'Associació Mineralògica Internacional l'any 2022, i encara resta pendent de publicació. Cristal·litza en el sistema isomètric.
Les mostres que van servir per a determinar l'espècie, el que es coneix com a material tipus, es troben conservades a les col·leccions del departament de mineralogia i petrologia del Museu Nacional de Praga, a la República Txeca, amb el número de catàleg: p1p 28/2022, i al Museu d'Història Natural de la Universitat de Pisa (Itàlia), amb els números de catàleg: 20018 i 20020.

## Formació i jaciments
Va ser descoberta a la mina North Star, situada a la localitat de Mammoth, dins el districte miner de Tintic del comtat de Juab (Utah, Estats Units). Aquesta mina estatunidenca és l'únic indret de tot el planeta on ha estat descrita aquesta espècie mineral. No obstant ja havia estat publicada prèviament sense haver arribat a estar aprovada a partir d'unes mostres recollides a Pefka, a Macedònia Oriental i Tràcia (Grècia).